# René Jacques Baerlocher
René Jacques Baerlocher-Thommen (3. März 1931–10. Dezember 2006) war ein Schweizer Jurist und Anwalt.

## Leben
Als Anwalt war er für schweizerische Banken tätig. Er publizierte zum schweizerischen Konzern-, Patent-, Obligations- und Sozialversicherungsrecht. In dem Nekrolog auf Baerlocher von Jochen Golz wurde dieser als promovierter Jurist bezeichnet. Nähere Auskünfte zum Studium enthält dieser jedoch nicht. Dennoch lässt sich anhand seiner Dissertation sagen, dass er 1962 in Basel zum Dr. jur. promoviert wurde und dort demzufolge Rechtswissenschaften studiert hatte.

## Goethe-Forschung
Bekannt wurde er als Goethe-Forscher insbesondere zu rechtsgeschichtlichen Fragestellungen. Zusammen mit dem Archivar und Historiker Volker Wahl gab er 2004 einen Band u. a. zu Johanna Catharina Höhn heraus. Überhaupt hatte Baerlocher in der Diskussion und der Rolle bei der Hinrichtung der Kindsmörderin Höhn einen wesentlichen Anteil. Dabei war seine Einschätzung der Rolle Goethes bei der Urteilsfindung im Geheimen Consilium ein diesem gegenüber ein eher wohlwollendes. Weiterhin hatte er über Walther Wolfgang von Goethe publiziert, dem sein Hauptinteresse galt. Baerlocher war 1997 Mitgründer der Schweizer Goethe-Gesellschaft. Er war ab 2005 zudem Ehrenmitglied der Weimarer Goethe-Gesellschaft und gehörte von 1995 bis 2003 ihrem Vorstand an. Sein Nachlass gelangte 2010 ins Goethe- und Schiller-Archiv.